# El Periòdic d'Andorra
El Periòdic d'Andorra is een Andorrees dagblad dat door de Spaanse Grupo Zeta is opgericht op 3 februari 1997 als Andorrees dochterfiliaal van de Catalaanse krant El Periódico de Catalunya. Het hoofdkantoor bevindt zich in Escaldes-Engordany, maar de krant wordt gedrukt in Parets del Vallès in de provincie Barcelona in Spanje. Het blad heeft een dagelijkse oplage van 10.000 exemplaren en wordt gezamenlijk met El Periódico verkocht. 
In 2010 verkoopt Grupo Zeta de krant, maar in de gezamenlijke verkoop met El Periódico is geen verandering gekomen. 